# 偽史
偽史（ぎし、英: pseudohistory）とは、事実でない、まがいものの歴史のことである。

## 概説
偽史というのは、まるで本当のできごとであったかのように何かが語られたり書かれたりしているが、実はそれが本当ではない、というものである。あるいは、書き手によって意図的に偽造された歴史のことである。オックスフォード英語辞典はNew Latin（＝ルネッサンス以降のラテン語）の「pseudo-historia」という表現は少なくとも 1650年代以前から使われているとしている。漢籍における偽史とは、正統性の無い王朝・国によって編集された史書を指す。「ニセの歴史書」ではなく「ニセ国家（偽朝）の歴史書」であることに注意を要する。詳細は「中国における偽史」の項参照。近代以前には偽史という語は専らこの意味で用いられており、近代以後になって偽の歴史やそれらを記した書物という意味で用いられるようになった。漢籍で現代の意味の「ニセの歴史書」を表す言葉は「偽書」であり、清の姚際恒が古今の偽書を集めた『古今偽書考』が有名である。
歴史とは、過去の出来事そのもの（歴史的事実）と、過去に起こった事物を文章としてまとめたもの（歴史的叙述）という2つの意味がある。偽史は史料そのものを捏造したり、不適切な史料操作や不利な史料を無視したりすることにより歴史的叙述をでっち上げることで創造され、多くの場合自らの真正性を主張する。ただし、製作者の思い描く「本来あるべき理想」を真摯に記した偽史もあり、すべての偽史がアカデミズムや体制側の知に対する対抗言説として作成されるわけではない。偽史の主体となるものは、国家や民族、組織、流派、家系といった社会史に属するものや、事物の起源や縁起といった文化史に属するものなど様々であり、時には現代社会に影響を与える言説の元となる場合もある。

### 定義
偽史という言葉は一般名詞として曖昧に用いられてきたことから、その定義はいくつかありうる。
原田実は「捏造による文書・遺物や疑似科学的データに基づいた、アカデミズムからはまったく相手にされない学説」とした。
なお長谷川亮一は、偽史というのは必ずしも偽書に基づいているわけではない、と指摘したうえで、偽史の定義としては「信頼できない論拠（例：史料批判が不十分な史料、事実誤認、全くの想像など）を基に、非学問的な方法論によって組み立てられた、虚構の歴史」を示した。

### 例・類型
長谷川亮一は先行する研究もふまえつつ、偽史の例・類型として以下のようなものを挙げた。
自民族起源論（同祖論）
自民族の出自を他の民族（古代文明の創始者などの“優秀な”民族）に強引に結びつけようとするもの。
超古代文明論
古代に現代文明の水準をはるかに超える文明が存在したとするもの。しばしば、その古代文明の創設者が自民族の祖であるとする。
陰謀論
世界の歴史は（概ね）、特定の組織がくわだてた陰謀によって動かされている、とする説。陰謀を練っているのは秘密結社であるとしばしば主張される。
歴史修正論
（学会などでも、また一般でも）歴史的事実とされているものを、ただの虚構だと断定したり、歴史的事実に一般的な解釈とはかけはなれた解釈を下したりするもの。
ロバート・キャロルは、偽史というのは（たとえば）次のような作為的な歴史だ、とした。
- 神話や伝説やサーガやそれに類する書きものを、文字通りに本当に起きたこと、と見なしてしまう[7]。
- 昔の歴史家たちが残した記述を、批判的にあるいは懐疑的に読むこともせず、彼らの記述を ただ真に受け、昔の歴史家の記述のまちがいを明らかにしてくれるような実証的あるいは論理的な証拠を無視してしまう[7]。
- 現在の何らかの政治的な論点や宗教的な論点を支持しようとすることのほうが主たる目的として語られ、過去に関する事実を見つけることについてはないがしろにしてしまう[7]。
- 歴史というのは神話をつくりだすことなのだと主張する。伝統的なアカデミックのスタンダードを用いれば、複数の異なる歴史と歴史を比較ができる、ということを拒否。つまり伝統ある学術のスタンダード（正確性、実証性、論理的一貫性、関連性、完全性、公正であること、誠実であること、等々等々）を拒み、モラルや政治の土俵にしか立とうとしないこと[7]。
- 昔の文書を用いる時に、えこひいきがあり、自分の論点に都合のよい文書は好意的に扱い、自分の論点に都合の悪い文書は無視したり棄却する[7]。

エスノセントリズム（自民族中心主義、自民族優越主義）というのも、その熱情のゆえにしばしば偽史を作り出す原因になってきた、と指摘されることがある。自分の民族に対する過度の愛着や、近隣の他民族に対する過度の敵愾心によって、偽のお話をつくりだしたりそれを好んで選びとってしまうというのである。
現代の一般市民、各国の国民の日常的言動においても、自国を中心とした視点でそれぞれが信じたがっている歴史をつくり出したり選んだりして、それがまことしやかに語られていることがあるという。これは世界各地どこでも見られることである。
また、イデオロギーの対立がある時にしばしば偽史が登場する、ということも指摘されることがある。

## 欧米における偽史
欧米でも偽史は様々あるが、一例として沈没大陸説（アトランティス大陸説、およびムー大陸説）を解説することにする。
アトランティス大陸の伝説は、古くは古代ギリシャのプラトンが自著『クリティアス』と『ティマイオス』で言及しており、ヘラクレスの柱（現在のジブラルタル海峡にあったもの）の彼方にある巨大な“島”、として言及されている。
1882年、アメリカの政治家イグネイシャス・ドネリー （1831-1901)がAtlantis（『アトランティス』）という書を刊行し、そこにおいて、「アトランティス大陸に存在した文明こそが世界の全文明の根源だった」という説を展開した。これ以降、アトランティス大陸の研究のブームが欧米で巻き起こった。こうしたブームの亜流として、レムリア大陸（インド洋または太平洋にかつて存在したと語られる大陸）に関する説も登場した。
1931年になると、米国の作家ジェームズ・チャーチワード（1851-1936）が『失われた大陸ムー』という書を刊行し、そこにおいて「太平洋に沈んだムー大陸こそ全人類と全文明の故郷である」という説を展開した。このチャーチワードのムー大陸説は少なからず人種差別的であった。「中心となっていた人種は白人種」とされ、「他の人種は白人種に隷属していた」とされたのであった。
彼らの説において描きだされた大陸はおおむね、全人類と全文明の故郷ということになっており、なおかつその地の住民の支配層は白人種で自分たちの先祖であった、ということになっているという。こうした人種差別的な傾向は、チャーチワードに限らず、アトランティス大陸やレムリア大陸が実在したと主張した人々に共通した傾向だと、長谷川亮一は指摘した。白人優越主義、自民族至上主義（エスノセントリズム）を正当化し、また「かつては全世界が自分たちのものであった」ことを「立証」し、自分たちが行っている植民地支配を正当化するために編み出された偽史だと言えると長谷川亮一は指摘した。
なお米国では19世紀に次のような説も生まれた。『「紀元前600年頃、リーハイとその家族がエルサレムからアメリカ大陸へ渡り、その大陸では神に従順なニーファイ人の子孫と神に背くレーマン人の子孫が対立し、抗争しつつ大陸全土に増え、最終的には慢心したニーファイ人がレーマン人に滅ぼされた」という内容の歴史が記された書物（いわゆる『モルモン書』）が、西暦421年にアメリカ大陸の ある丘に埋められ、ジョセフ・スミス・ジュニアが1823年9月にお告げを受けそれを掘り起こした。』（いわゆるモルモン教の説）
18世紀～19世紀のヨーロッパにあったいくつかの説を、19～20世紀にオーストリアやドイツの人々が自民族に都合よく取捨選択し改竄することで、主要な文明はすべて人類の中で最高の人種である「アーリア人種」が作った、白人の先祖も「アーリア人種」であり、中でも、特にゲルマン民族（ドイツ民族）こそが最も純粋に「アーリア人」の血を引いており、その良き特性を備えているという説が登場した（アーリアン学説の一種）。アドルフ・ヒトラーが心酔し強化した説で、それをナチス党の党員たちやドイツ国民に組織的に吹き込んで、この説に沿ってゲルマン民族だけを優遇し他民族を排斥したり抹殺しようとし、暴力的で非人道的な諸々の行動をとらせた。

## 日本における偽史
長谷川亮一によると、日本に於いて偽史、なかでも「日本人の起源」や「日本の起源」に関わる偽史が創作されはじめたのは、近世後半のことで、国学思想が成立した時期以降である。江戸時代には中国、近代には欧米に対する劣等感が背景にあったと考えられる。エスノセントリズムが顕著で、「古代日本人が世界の指導者だった」という説は政治家や軍人にも支持されて広まった。
明治時代や大正時代には、偽史が続々と登場した。内容は日本を賛美するものであったが皇国史観に抵触するようになったため、1930年代になると天津教事件のような事例も発生した。
1970年代に青森県市浦村役場公認で東日流外三郡誌の刊行が始まり、一部の学者が賛同するなど「戦後最大の偽書」とも呼ばれる。
また、同時期にはオカルトブームが発生する。後にオウム真理教教祖となる麻原彰晃は、雑誌『ムー』1985年11月号に、「幻の超古代金属ヒヒイロカネは実在した!?」を寄稿した。
2000年代から江戸しぐさが各地で取り上げられるが、後に偽史の可能性が高まり批判を受ける。
日本人の起源にまつわる偽史には以下のようなものがある。
- 日本人の先祖はユダヤ人説（日ユ同祖論）、シュメール人説、古代エジプト人説、ヒッタイト人説、白人説など[6][8]。
- 神代文字や竹内文書などの古史古伝[6]。
- 「源義経は生き延びて大陸に渡りジンギスカンと名乗ったのだ」とする説（「源義経＝ジンギスカン」説）[8]。
- 「イエス・キリストは日本にやってきて日本の地で死んだ」とする説（「日本のキリストの墓）[8]。（青森県新郷村にその墓だと主張されるものまでが作られている）。

## 中国における偽史
前述の通り、漢籍の分類（目録学）では「偽史」とは中華思想に基づき、「正統ではないニセの国家（偽朝）」の歴史書をいう言葉であった。この名称は南朝梁の阮孝緒が古今の図書を分類して漢籍目録七録を編纂した時に、正統王朝以外の国の歴史書を「偽史類」と分類したことに始まる。三国時代を例に取ると、曹操・曹丕の魏王朝を正統とした場合、劉備の蜀・孫権の呉はいずれもニセ国家（偽朝）となり、正史魏書では「僭劉」「偽孫」と言われている為、蜀と呉の歴史は「偽史」となる。この場合、蜀の歴史を書いた華陽国志、呉の歴史を書いた建康実録が偽史になってしまう。
後世の隋書経籍志（略して隋志という）では「偽史」を「覇史」とも言うようになった。このため、隋書経籍志では劉備の蜀の歴史書華陽国志を偽史（覇史）としている。これは現代の中華人民共和国が満州国を「偽満州国」と言っているのと同じである。前述した「正統王朝以外が書いた偽史（覇史）」は、現在の歴史学では偽書とは見なされない。華陽国志も、そこに記されている古代の王朝が三星堆遺跡の発掘調査で裏付けられており、記されている「古代の王が縦目であった」という伝説も重要な史料とされる。
ただし、中国に今日の日本で言う偽史が無いわけではなく、むしろ多く作られている。以下、簡単に古代中国・近世中国・現代中国での偽史の歴史について述べる。古代中国における偽史（偽書）は、戦国時代の諸国や諸子百家が自らの説が正しいことを権威付けすることから発生したものが多い。諸子百家同士で論争している時に「私が正しいのは、こう書物に書いてあるからだ」と偽史を持ち出すことは頻繁に行われていた。これを「加上」（かじょう）という。詳しくは加上説を解明した富永仲基の項参照。
また、春秋戦国時代の諸国でも「我々の国の正統性はこの史書で明らかだ」と、自国の正統性を主張するプロバガンダ的な偽史が作られた。歴史学者の平㔟隆郎は春秋左氏伝を偽史と考えており、創作したのは戦国時代の斉国で、自国の優位性を偽史で唱えたのであろうとしている。
漢代以降では、王朝の御用学者による偽史が多いとされる。御用学者の一人・新の劉歆が今文古文論争に勝つために自分に有利な偽史を創作した人物として名高く、彼が関わっている書物はみな偽作の疑いがある。劉歆の創作した偽史だと疑われているのは周礼・春秋左氏伝などである。このうち春秋左氏伝については、古くは劉歆の作ではないかと疑われ、康有為や幸田露伴は史記を元に創作された偽史「左氏春秋」だったものを、孔子の真意の注釈書と偽装して国家公認の経書にしてしまったのではないかと主張していた。ただし、この説は中国学者の鎌田正により否定され、現在では学問的には劉歆は春秋左氏伝の偽作者とは見なされていない。ただし、前述の通り、戦国時代の偽史説は相変わらず根強く、否定されたのはあくまでも劉歆偽作説である。

近世（明・清）の中国では、興味本位で作られた小説風の偽史が多い。例えば、李自成関係の史書明季北略・『綏寇紀略』などはほとんどが偽史であり、他の武将の活躍を全て李自成がやったことに置き換えていると李自成の事績を研究した高島俊男は述べている。高島によれば、正史明史ですら李自成の事績については偽史を元に書かれている部分があり、『明史』李自成伝に登場する李自成の軍師・李岩は「小説風の偽史により創作された架空の武将が、正史に紛れ込んでしまったもの」だという。
なお、現代中国では自己の正統性をアピールするためのプロバガンダ的な偽史が多く、共産主義の暴力革命理論によって書かれた偽史が毛沢東の文化大革命などでは大いに活用されている。特に農民起義（農民蜂起、民衆反乱）の研究や批林批孔運動では盛んに偽史が創作された。これは、共産主義にあった形でないと歴史として正しくないと毛沢東の時代では考えられたためである。共産主義に合致しない記述をした歴史学者は、自己批判して説を改変した。例えば文化大革命で迫害された呉晗は「私は前の本で重大な誤りを犯した。私の共産主義思想の理解度が浅かったために軽率にも、革命を止めても良いと思われるような書き方をしてしまった」（要約）と自己批判をさせられ、「理論的な啓発により新たな史料を発見した」として歴史を改変した。
民衆反乱の偽史として挙げられるのが元代の文人施耐庵関係の史料『施耐庵墓志』などである。内容としては施耐庵が農民起義に参加した、反乱軍の幕僚だったなどである。これらはほとんどが20世紀になってから偽史として創作されたものだと高島俊男はしている。

## プロパガンダ目的の偽史
陰謀やクーデターなどよって権力者を打倒して政権を簒奪した場合、権力を得た方法を偽装するために、また権力を得たことを正当化するために、簒奪者が偽史を捏造する、あるいは捏造する必要に迫られることがある。
これらの偽史は簒奪者の一派やその後継者たちが長年に渡り吹聴しつづけることで広く信じられてしまったり、長い歳月を経ていつしか「定説」などとして定着してしまいその内容がそもそも事実だったのか検討すらされなくなることも多いが、後に資料研究や実際の物証を重視する研究によって偽史だと露見する事もある。
- 稲村の変
- スメルディス

## 自然科学者による偽史
19世紀に誕生した科学者という集団が書いてきた科学史というのもしばしば偽史だ、とJ.H.ブルックは指摘した。当時の科学者たちは、その存在が人々から認めてもらえていなかったものだから、意図的に仮想敵を作り出して、自分たちのことをその仮想敵と戦っている善玉であるかのように描くこと（勧善懲悪的描き方をすること）で人々の支持を得ようとした、とも指摘。また科学者などというのは、自分たちの先人たちをまるで偉人であるかのように単純化して描くことをするが、それはしばしば事実とは全く異なっていて、科学者というのもただの人間で、実際にやっている行為はもっと人間臭いことで満ちており、数々の不正行為も積み重ねてきているということは最近の研究で明らかになってきている。 また自然科学者というのは、自分にとって都合の悪い歴史的事実は書かずに隠蔽してしまう、ということもブルックは指摘した。